# Paloma Valdez
Susana Haydee Parodi, más conocida como Paloma Valdez (Villa Adelina, 28 de julio de 1944 - Ibídem, 15 de julio de 2016), fue una cantante, autora y compositora argentina de música, apodada “La Reina del Chamamé”.

## Carrera
Hija de Pedro Parodi e Inés Illuminati. sus abuelos Luis Parodi y Juan Illuminati fueron dos de los primeros pobladores de Villa Adelina, Partido de San Isidro.
En 1970 empezó a participar en un programa llamado Juventud 70 en Radio Splendid, donde conoció a su primer productor, el cantante Hernán Figueroa Reyes en el año 1972, quien luego la presentó en el programa Martes de folklore de Canal 9. Al año siguiente grabó su primer disco titulado Escucha mi Chamamé bajo el sello RCA Víctor; tras este disco, publicó dos trabajos discográficos llamados Al verte sonreír y Así canta Paloma Valdez. Fue además compositora de los temas Para Villa Adelina, Voy a llamarte Esperanza, Abrí tu corazón y Sonidos del alma.
Compartió escenario con grandes como Tarrago Ros, Ramona Galarza de quien fue compañera de camarín en Canal 9, y María Ofelia.
Fue la artista principal de los más importantes festivales de folclore y de música popular del país. Actuó en festivales como el de Santo Tomé (Corrientes), Jesús María, Baradero, del Resero Pampeano, Guardamonte y la consagración en el Festival Nacional de Folklore de Cosquín. A lo largo de su extensa carrera fue acompañada por profesionales instrumentistas como Víctor Moreno, Ángel Dávila, Esteban Peña, Marquéz Urquiza, entre otros. También participó en la Orquesta dirigida por el maestro Bubby Lavecchia.
Desde el nuevo milenio, transmitió su programa La hora de Paloma Valdez por Radio Folklorísima. 

## Suicidio
En la tarde del viernes 15 de julio de 2016, Paloma Valdez se acostó en las vías del tren de la Estación de Ferrocarril Belgrano y fue arrollada inmediatamente por el transporte. Murió en el acto.

## Principales interpretaciones
- Corazoncito[3]
- Costera
- Galopera
- Adiós Villa Guillermina
- Paisano correntino
- Tesoro del Litoral
- Acuarela del Río
- Cambacita correntina
- Paisano correntino
- Si puedo algún día
- Vuelve corazón
- Así es el Juancho
- Che roga
- Escuchame mi chamamé[4]
- Mi novio es el chamamé[5]

## Distinciones
Fue distinguida como personalidad destacada de la cultura y ciudadanía ilustre de San Isidro. Creó un vals con el nombre de su pueblo natal, que es himno de la ciudad actualmente por decisión del Legislativo local[cita requerida].